# Antonio José Rivas
Antonio José Rivas Aguiluz (Comayagua, 1925 - Comayagua, 14 de abril de 1995) fue un profesor, poeta y escritor hondureño.

## Biografía
Ingresó en la carrera de Derecho en la Universidad Nacional Autónoma de Honduras y en la Universidad Nacional Autónoma de Nicaragua, pero no concluyó sus estudios. Laboró como profesor de matemáticas en los colegios de su ciudad natal, Comayagua. También ejerció, durante poco tiempo, el periodismo en León, república de Nicaragua, de donde retornó a Honduras, luego de la muerte de Rigoberto López Pérez, con quien era compañero de trabajo.
En 1950 obtuvo la "Flor Natural" en los "Juegos Florales" de León, Nicaragua. En 1983 ganó el "Premio Nacional de literatura Ramón Rosa". Además obtuvo el segundo premio en el certamen de poesía, convocado por el Club Rotario de Tegucigalpa (1964). El "Premio Nacional Poeta metafísico", "Calavera de plata de Barcelona" en 1967, "Premio de Hispanidad de Barcelona" en 1968, "Premio Ramón Amaya Amador" de la municipalidad de Tegucigalpa. 
En vida publicó un solo libro de poesía: Mitad de mi silencio (1964). Dejó dos libros inéditos, que se publicaron de forma póstuma: El agua de la víspera (1996) y El interior de la sangre (2002). Actualmente existe un centro educativo en su honor, de nombre "Liceo Antonio José Rivas" en su ciudad natal, Comayagua.
Antonio José Rivas falleció el 14 de abril de 1995 en Comayagua, Honduras.

## Obras
- Mitad de mi silencio (1964).

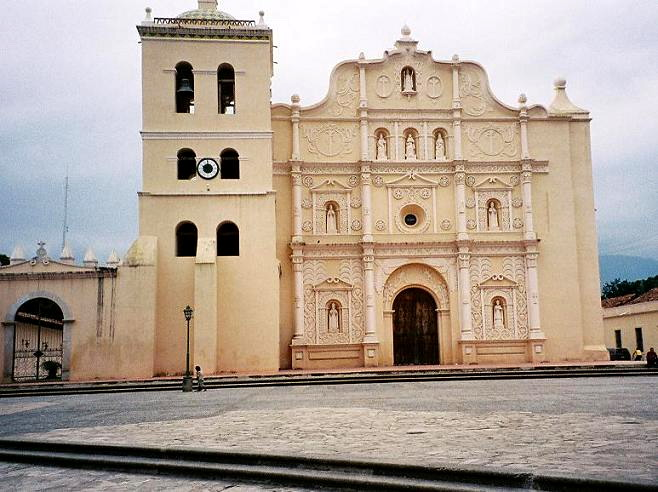
Antonio José Rivas se inspiró en la Catedral de Comayagua, cuando escribió el poema La Catedral de Comayagua.

- El agua de la víspera (1996, póstumo).
- El interior de la sangre (2002, póstumo).

## Condecoraciones
- "Flor Natural", León, Nicaragua (1950).
- "Premio Nacional Poeta Metafísico".
- "Calavera de plata", Barcelona, España (1967).
- "Premio de Hispanidad", Barcelona, España (1968).
- "Premio Ramón Amaya Amador", Tegucigalpa, Honduras.
- "Premio Nacional de Literatura Ramón Rosa", Honduras (1983).